# Simone Inzaghi
Simone Inzaghi (* 5. April 1976 in Piacenza) ist ein ehemaliger italienischer Fußballspieler und heutiger Fußballtrainer. Seit Juni 2025 ist er Cheftrainer von al-Hilal.
Sein älterer Bruder Filippo Inzaghi ist ebenfalls ehemaliger Fußballspieler und heutiger Fußballtrainer.

## Spielerkarriere

### Vereine
Nachdem er in der Jugend vom FC Piacenza gespielt hatte, unterschrieb Simone Inzaghi 1994 seinen ersten Profivertrag. Jedoch wurde er in den ersten Jahren zu verschiedenen Vereinen in der Serie C1 und Serie C2 verliehen um Spielpraxis zu bekommen und Erfahrung zu sammeln. Nach einer überzeugenden Saison 1997/98 bei der US Brescello kehrte er in die Serie A zu seinem Heimatverein FC Piacenza zurück und erzielte in 30 Spielen 15 Tore.
In der folgenden Saison wurde Inzaghi von vielen italienischen Spitzenclubs umworben, wobei er sich letztendlich für Lazio Rom entschied. In dieser Saison feierte er mit Lazio unter Sven-Göran Eriksson seine größten Erfolge. Inzaghi erzielte in elf Champions-League-Spielen neun Tore, vier davon allein im Spiel gegen Olympique Marseille, was die Einstellung des Rekords von Marco van Basten aus dem Jahre 1992 bedeutete. Außerdem hatte er mit sieben Saisontoren in der Serie A sowie mehreren Toren in der Coppa Italia auch einen wichtigen Anteil an der zweiten Meisterschaft und dem dritten Pokalsieg Lazio Roms.
Simone Inzaghi zeigte jedoch in den darauffolgenden Jahren nie wieder die Leistung aus der ersten Saison, so dass er zuerst Anfang des Jahres 2005 für ein halbes Jahr zu Sampdoria Genua verliehen wurde und nach zwei erfolglosen Jahren mit nur zwölf Spielen und null Toren für Lazio auf Leihbasis zu Atalanta Bergamo wechselte. Dort gelang es ihm auch nicht, sich durchzusetzen und er wurde meist nur eingewechselt, weswegen er nach einem Jahr zu Lazio Rom zurückkehrte.
In der Saison 2008/09 erzielte Inzaghi gegen die US Lecce sein erstes Serie-A-Tor seit 2004. Zum Saisonende 2009/10 beendete er bei Lazio seine aktive Laufbahn.

### Nationalmannschaft
Simone Inzaghi absolvierte von 2000 bis 2003 drei Länderspiele für die italienische Nationalmannschaft. Er konnte sich jedoch nie gegen Konkurrenten wie Christian Vieri, Francesco Totti, Alessandro Del Piero und seinen Bruder Filippo Inzaghi durchsetzen.

## Trainerkarriere

### Lazio Rom
Nach seinem Karriereende trainierte Inzaghi die Jugendmannschaft der Altersstufe allievi regionali bei Lazio Rom. Am 3. April 2016 wurde er Trainer der Profimannschaft von Lazio, da er als Ersatz für den entlassenen Stefano Pioli einsprang.
Mit Beginn der Spielzeit 2016/17 endete Inzaghis Vertrag. Als Nachfolger präsentierte der Verein Marcelo Bielsa, der jedoch zwei Tage nach seiner Präsentation aufgrund von Differenzen mit der Vereinsführung wieder zurücktrat. Inzaghi wurde erneut als Cheftrainer installiert. Im Juni 2019 verlängerte Lazio Rom mit ihm den Vertrag bis Ende der Spielzeit 2020/21.

### Inter Mailand
Im Sommer 2021 löste Inzaghi Antonio Conte als Trainer des amtierenden Meisters Inter Mailand ab. In seiner ersten Saison gewann er im Januar seinen zweiten italienischen Supercup und im Mai seinen zweiten italienischen Pokal. In der Liga wurde er Vizemeister hinter Stadtrivale AC Mailand und Inter verpasste somit die Titelverteidigung. In der Champions League führte er Inter ins Achtelfinale, wo man am FC Liverpool scheiterte.
In der Saison 2022/23 schaffte Inzaghi es mit den Nerazzurri in der Liga auf Rang drei, womit man sich erneut für die Champions League qualifizierte. Im Supercup und im Pokal gelang jeweils die Titelverteidigung. In der Champions League zog er mit Inter nach Siegen über die portugiesischen Vereine FC Porto und Benfica Lissabon im Achtel- und Viertelfinale sowie Stadtrivale Milan im Halbfinale ins Finale ein, wo man auf Manchester City traf. Das Spiel im Atatürk-Olympiastadion in Istanbul ging mit 0:1 knapp verloren.
In der Saison 2023/24 feierte Inzaghi mit Inter seine erste Meisterschaft als Trainer, die bereits am 33. Spieltag durch einen 2:1-Sieg im Derby della Madonnina gegen Milan vorzeitig gesichert wurden. Im Supercup gelang die erneute Titelverteidigung. In der Champions League war im Achtelfinale gegen Atlético Madrid Schluss (1:0, 3:5 i. E.).
In der Saison 2024/25 erreichte Inzaghi mit Inter das Champions-League-Finale am 31. Mai 2025 in München, in dem man Paris Saint-Germain mit 0:5 unterlag. Im Halbfinale hatte Inter den FC Barcelona (3:3, 4:3 n. V.), im Viertelfinale den FC Bayern München (2:1, 2:2) ausgeschaltet. In der Serie A wurde Inzaghis Inter hinter der SSC Neapel mit einem Punkt Rückstand Vizemeister.

### Al-Hilal
Anfang Juni 2025 unterschrieb Inzaghi einen Vertrag beim saudi-arabischen Verein al-Hilal.

## Titel

### Als Spieler
(alle Lazio Rom)
International
- UEFA-Super-Cup-Sieger: 1999

Italien
- Meister: 2000
- Pokalsieger (3): 2000, 2004, 2009
- Supercupsieger (2): 2000, 2009

### Als Trainer
Italien
- Meister: 2024 (Inter Mailand)
- Pokalsieger (3): 2019 (Lazio Rom), 2022, 2023 (beide Inter Mailand)
- Supercupsieger (5): 2017, 2019 (beide Lazio Rom), 2021, 2022, 2023 (alle Inter Mailand)

Individuell
- Italiens Fußballtrainer des Jahres: 2024
- Trainer der Saison der Serie A: 2023/24
- Premio Bulgarelli Number 8 – Bester Trainer der Serie A: 2023/24
- Trainer des Monats der Serie A (5): Dezember 2021, Oktober 2023, Januar 2024, April 2024, Dezember 2024